# Лінсешть
Лінсешть, Лінсешті (рум. Linsești) — село у повіті Нямц в Румунії. Входить до складу комуни Онічень.
Село розташоване на відстані 275 км на північ від Бухареста, 60 км на схід від П'ятра-Нямца, 52 км на південний захід від Ясс.

## Населення
За даними перепису населення 2002 року у селі проживали 42 особи, усі — румуни. Усі жителі села рідною мовою назвали румунську.